# Pätau-Syndrom
Das Pätau-Syndrom, auch Trisomie 13, (Syn.: Patau-Syndrom, Bartholin-Patau-Syndrom und D1-Trisomie) ist eine durch die Verdreifachung (Trisomie) von Erbmaterial des Chromosoms 13 hervorgerufene Behinderung auf Grundlage einer Genommutation. Das Syndrom zählt derzeit zu denjenigen chromosomalen Aberrationen, die mit einer überdurchschnittlich hohen Kindersterblichkeit sowie Anzahl an Fehl- und Totgeburten verbunden sind.

## Geschichte und Entdeckung
Die körperlichen Merkmale von Kindern mit diesem Syndrom wurden im Jahr 1657 erstmals vom Dänen Erasmus Bartholin in der medizinischen Literatur beschrieben. Dass es sich dabei um Folgen einer Trisomie 13 handelt, entdeckte 1960 der deutsch-amerikanische Humangenetiker Klaus Pätau. Die Namensgebung des Syndroms geht auf diese beiden Wissenschaftler zurück, wobei dem Synonym Pätau-Syndrom in der Literatur der quantitative Vorzug vor Bartholin-Pätau-Syndrom gegeben wird.

## Auftretenshäufigkeit
Das Pätau-Syndrom zählt zu den vergleichsweise seltenen Chromosomenbesonderheiten und tritt durchschnittlich bei 1 von 15.000 bis zu 1 von 4000 Kindern auf. Damit ist es unter lebend geborenen Kindern hinter der Trisomie 21 (Down-Syndrom) und der Trisomie 18 (Edwards-Syndrom) die dritthäufigste Trisomie.

## Ursachen
Die Ursache des Pätau-Syndroms ist eine Chromosomenbesonderheit, bei der zusätzliches Erbmaterial vom Chromosom 13 vorhanden ist. Unterschieden werden folgende Typen:
Freie Trisomie 13
Diese am häufigsten vorkommende Form des Syndroms entsteht, wenn eine der Keimzellen ein zusätzliches Chromosom 13 enthält. Dazu kann es kommen, wenn bei der Bildung der Eizellen oder Samenzellen das Chromosompaar 13 nicht wie üblich und wie die anderen Chromosomenpaare getrennt wird (meiotische Non-Disjunction). Ein solches Ereignis tritt bis auf wenige Ausnahmen zufällig auf. Die Häufigkeit des Auftretens einer Freien Trisomie 13 ist mit einem erhöhten Alter der biologischen Mutter assoziiert, obgleich jede gebärfähige Frau in jeder Altersstufe ein Kind mit Trisomie 13 erwarten kann. Beim Vorliegen der Freien Trisomie 13 sind in allen Körperzellen drei statt zwei Chromosomen 13 vorhanden. Der Karyotyp lautet daher 47,XX,+13 bzw. 47,XY,+13.
Mosaik-Trisomie 13
Als Mosaik wird in der Genetik das Vorliegen mehrerer Karyotypen innerhalb eines Organismus verstanden. Bei der Mosaik-Trisomie 13 existieren eine trisome und eine disome Zelllinie nebeneinander. Das Zusammenbleiben der Chromosomenpaare findet erst während der ersten Zellteilungen nach der Befruchtung statt (mitotische Non-Disjunction). Je später dieser Vorgang stattfindet, desto weniger Zellen sind trisom. Abhängig vom Anteil der disomen Zellen prägen sich Symptome des Pätau-Syndroms zum Teil weniger stark aus. Menschen mit einer Mosaik-Trisomie 13 besitzen sowohl Körperzellen mit 46 als auch Körperzellen mit 47 Chromosomen. Der Karyotyp lautet daher 46XX/47,XX,+13 bzw. 46XY/47,XY,+13.
Partielle Trisomie 13
Bei der partiellen (= teilweisen, anteiligen) Trisomie 13 liegen die Chromosomen 13 zwar wie üblich zweifach in allen Körperzellen vor, allerdings ist ein Teil eines der beiden Chromosomen 13 verdoppelt, wodurch eines der Chromosomen 13 etwas länger ist als das andere. Die Erbinformationen in diesem Abschnitt liegen somit dreifach vor. Meist sind bei Menschen mit der Partiellen Trisomie 13 Merkmale des Syndroms in Abhängigkeit vom jeweils trisomen Chromosomenabschnitt weniger stark ausgeprägt, wobei dies nicht zu verallgemeinern, sondern stets im Einzelfall zu betrachten ist.
Translokations-Trisomie 13
In seltenen Fällen hat sich das zusätzliche Chromosomenmaterial vom Chromosom 13 an ein anderes Chromosom angeheftet, meist an ein akrozentrisches der Nummer 14, 15, 21 oder 22. Diese Ortsveränderung von Chromosomen wird in der Genetik als Translokation bezeichnet, die Form der Trisomie 13 wird entsprechend Translokations-Trisomie 13 genannt. Das Translokations-Chromosom ist das Produkt einer Fusion (Verbindung bzw. Verschmelzung) des langen Arms von Chromosom 13 und dem langen Arm eines der oben genannten akrozentrischen Chromosomen. In Ausnahmefällen besteht das Translokations-Chromosom aus zwei langen Armen des Chromosoms 13. Diese Formen der Translokation zählen zur Gruppe der Robertson-Translokationen. Der Karyotyp einer Translokations-Trisomie 13 lautet je nachdem, an welches Chromosom sich eines der Nummer 13 angeheftet hat z. B. 46,XX,t(14;13) bzw. 46,XY,t(14;13). Hier hat sich das zusätzliche 13. Chromosom an eines der beiden Chromosomen der Nummer 14 angelagert.
Bei der Translokations-Trisomie 13 kann in manchen Fällen ein Elternteil "Überträger" sein. Bei einem solchen Elternteil lässt sich eine balancierte Translokation eines 13. Chromosoms nachweisen. Das Karyogramm zeigt dann 45 statt 46 einzelne Chromosomen, weil sich zwei Chromosomen miteinander verbunden haben. Da bei dieser Besonderheit kein relevantes Erbgut wegfällt oder hinzukommt, sind die genetischen Informationen im Gleichgewicht (= balanciert), und es tritt bei der Person keine Trisomie 13 auf. Jedoch wird die Wahrscheinlichkeit erhöht, dass der betreffende Mensch ein Kind mit einer Translokations-Trisomie 13 zeugt. Haben sich bei der balancierten Translokation bei einem Elternteil beide Chromosomen 13 miteinander verbunden, hat ein von der betreffenden Person gezeugtes Kind immer eine Translokations-Trisomie 13/13. Dies kommt jedoch nur ausgesprochen selten vor.

## Symptome
Hinweiszeichen auf eine Trisomie 13 kommen bei einem Kind bis auf wenige Ausnahmen immer in Kombination miteinander vor, auch wenn nicht alle Kinder alle Merkmale gleichzeitig bzw. in gleich starker Ausprägung aufweisen.

### Häufige Merkmale vor der Geburt
Im Zuge der sich stetig weiter entwickelnden Möglichkeiten vorgeburtlicher Untersuchungen (Pränataldiagnostik) sind mit der Zeit einige Besonderheiten dokumentiert worden, die sehr häufig schon während der Schwangerschaft bei Babys mit einem Pätau-Syndrom festgestellt werden können. Nur in sehr seltenen Ausnahmefällen lassen sich beim Vorliegen einer Trisomie 13 beim Kind bei vorgeburtlichen Untersuchungen keine Merkmale finden. Zu den Hinweiszeichen, die insbesondere in Kombination miteinander auf das Vorliegen einer Trisomie 13 beim ungeborenen Kind hindeuten können und die mitunter mittels Ultraschall- oder Blutuntersuchungen zu erkennen sind, zählen zum Beispiel:
- Herzfehler (häufig linksventrikuläre Obstruktionen und die Fallotsche Tetralogie sowie Vorhofseptumdefekte oder Ventrikelseptumdefekte / bei ca. 80 % der Kinder)
- manchmal Dextrokardie (gr. dexios = rechts, kardia = Herz), d. h. das Herz ist spiegelverkehrt angelegt und/oder zur rechten Brustseite verlagert
- White spots (Golfballphänomen im Herzen) bei ca. 35 % der Kinder
- ein vergleichsweise kleines Neugeborenes (Wachstumsstörung / hypotrophe Größe, Untergewicht)
- ein vergleichsweise kleiner Kopf (Mikrozephalie) bei ca. 12 % der Kinder
- Holoprosencephalie (Entwicklungsstörung des Vorderhirns und des Gesichts) aufgrund eines Fehlers bei der Trennung des Gehirns in zwei Hemisphären bei ca. 40 % der Kinder
- Lippen-Kiefer-Gaumen-Spalte (oft doppelseitig) bei ca. 45 % der Kinder
- vergleichsweise kleine Augen (Mikrophthalmie), die vergleichsweise nahe beieinander liegen (Hypotelorismus), zum Teil keine Augenanlage (Anophthalmie) oder Monophthalmie.
- Unterentwicklung oder Fehlbildung der Nase und Nasenlöcher
- postaxiale Polydaktylie (zusätzliche Finger oder Zehen, oft sechs statt der üblichen fünf / Hexadaktylie)
- Fehlhaltungen und/oder Fehlbildung von Extremitäten, z. B. Radiusaplasie
- ein vergleichsweise kurzer Oberschenkelknochen (Femur)
- Tintenlöscherfüße (angeborene Plattfüße mit nach außen gewölbter Sohlenform bzw. mit nach innen gewölbtem Fußrücken.)
- Sandalenlücke/Sandalenfurche (vergrößerter Abstand zwischen der jeweils ersten und zweiten Zehe)
- Fehlbildungen des Zentralen Nervensystems (ZNS) (z. B. Spina bifida in unterschiedlich starker Ausprägung)
- Balkenagenesie (Fehlen oder starke Unterentwicklung des Corpus callosum, der Verbindung zwischen den beiden großen Gehirnhälften)
- Vergrößerung der Cisterna cerebellomedullaris / Cisterna magna bei ca. 15 % der Kinder (Cisterna cerebellomedullaris = Liquorkammer nackenseitig (=dorsal) zwischen dem Kleinhirn und dem Rückenmark gelegen).
- eine deutlich erhöhte Konzentration des Hormons Alpha-1-Fetoprotein (Alpha-Feto-Protein) im Blut der Schwangeren (als Hinweis auf eine offene Fehlbildung des Zentralen Nervensystems)
- Nierenfehlbildungen, polyzystische Nierendegeneration und sonstige Fehlbildungen im Urogenitaltrakt bei ca. 30 % der Kinder
- Omphalocele (= Nabelschnurbruch: Die Nabelschnur am Baby ist sackartig aufgebläht und Bauchorgane treten durch den Nabel hervor) bei weniger als 20 % der Kinder
- vergleichsweise große Fruchtwassermenge (Polyhydramnion) bei ca. 15 % der Kinder, aber teils auch vergleichsweise geringe Fruchtwassermenge (Oligohydramnion)
- eine auffallend große Flüssigkeitsansammlung in Nackenbereich des ungeborenen Babys (große Nackentransparenz)
- Hygroma colli bei ca. 21 % der Kinder

### Häufige Merkmale nach der Geburt
Bei vielen Kindern können nach der Geburt weitere Besonderheiten festgestellt werden. Nicht alle Kinder weisen alle Merkmale in gleicher Ausprägung auf. Zu den häufigsten Besonderheiten zählen:
- hypotrophe Größe und geringes Geburtsgewicht (Small-for-gestational-age-Baby / SGA-Baby)
- Besonderheiten der Augen: z. B. Gewebedefekte der Iris / Regenbogenhaut bzw. Stellen, an denen die Iris bzw. Regenbogenhaut "fehlt" (Kolobome), fehlerhafte Entwicklung der Retina / Netzhaut, Trübung der Augenlinsen (Angeborene Katarakt), erhöhter Augeninnendruck (Glaukom), auch Persistierender hyperplastischer primärer Vitreus
- große Fontanelle, narbiger Defekt der Kopfschwarte (Skalp) entlang der Sagittalnaht (Aplasia cutis congenita), Trigonozephalie (dreieckige Kopfform durch eine prominente, kielartige Stirn)
- Hämangiom (Blutschwamm) am Oberlid des Auges, Naevus flammeus (Feuermal)
- Blindheit
- Schwerhörigkeit oder Gehörlosigkeit
- Taubblindheit
- besonders geformte (dysplastische) und ungewöhnlich tiefsitzende Ohren
- Besonderheiten der Dermatoglyphen (Fingerabdrücke), Vierfingerfurche (bei etwa 75 von 100 Kindern)
- ungewöhnlich gebogene und schmale Finger- und Zehennägel, fehlende Finger- und Zehennägel
- Fehlbildungen des Verdauungssystems (z. B. unübliche Anordnung von Darmschlingen/Malrotation, hyperplastische Gallengänge)
- Besonderheiten der Geschlechtsorgane, z. B.: Hoden befinden sich nicht im Hodensack, Harnröhre endet unterhalb / ventral der üblichen Mündungsstelle (Hypospadie), Harnröhre endet oberhalb / dorsal der üblichen Mündungsstelle (Epispadie), Fehlbildung der Gebärmutter
- Muskelschwäche (Muskelhypotonie)
- zerebrale Krampfanfälle (Epilepsie / gehäuft West-Syndrom)
- Schlafstörungen, insbesondere bei Kindern, die gleichzeitig gehörlos und blind sind (wegen Problemen, den Tag-Nacht-Rhythmus zu finden).

## Diagnose
Das Pätau-Syndrom kann vorgeburtlich (pränatal) durch bestimmte Hinweiszeichen (siehe oben) und nach der Geburt (postnatal) aufgrund äußerlicher Merkmale vermutet werden (Verdachtsdiagnose). Während der Schwangerschaft besteht die Möglichkeit, die Trisomie 13 beim ungeborenen Kind durch eine Chromosomenanalyse mit hoher Sicherheit zu diagnostizieren oder auszuschließen. Das für diese Analyse erforderliche Material muss Zellen des Ungeborenen enthalten und wird durch eine invasive (z. B. die Chorionzottenbiopsie oder die Amniozentese) oder nichtinvasive Untersuchung (über mütterliches Blut) gewonnen. Ab 1. Juli 2022 wird auch die nichtinvasive Untersuchung in Deutschland von den Krankenkassen finanziert. Eine vorgeburtliche Chromosomenanalyse steht in Deutschland allen Frauen offen und muss Frauen ab 35 Jahren angeboten werden.
Für eine nahezu hundertprozentig sichere Diagnose nach der Geburt muss sich eine Chromosomenuntersuchung anschließen. Durch eine Chromosomenanalyse aus Lymphozyten des Blutes kann nicht nur die Diagnose gesichert werden, sondern auch die Art der Trisomie 13 (Freie Trisomie 13, Translokations-Trisomie 13, Mosaik-Trisomie 13) festgestellt werden.

## Differentialdiagnose
Abzugrenzen sind:
- Edwards-Syndrom
- Pseudotrisomie-13-Syndrom
- partiale Duplikation 13q
- Smith-Lemli-Opitz-Syndrom
- Zerebro-kosto-mandibuläres Syndrom.

## Behandlung
Eine Trisomie 13 ist nicht ursächlich heilbar. Die Therapie beschränkt sich daher auf eine Behandlung der individuellen physiologischen Defekte und anderweitiger Symptome. Hierbei kann es sich beispielsweise um operative Eingriffe sowie therapeutische Maßnahmen wie Physiotherapie oder Logopädie handeln.

## Prognose
Viele der betroffenen Kinder sterben noch vor der Geburt. Kinder, die Schwangerschaft und Geburt überleben, haben bislang meist eine herabgesetzte Lebenserwartung, wobei sich mittlerweile gezeigt hat, dass die Lebenszeit stark davon abhängt, welche Behinderungen (insbesondere im körperlich-organischen Bereich) bei ihnen in welcher Ausprägung vorliegen und ob sie nach der Geburt medizinisch und sozial adäquat behandelt werden.
Die meisten Kinder, die Schwangerschaft und Geburt überleben, sterben bislang im Verlauf der ersten zwölf Monate nach der Geburt. Mädchen überleben oft länger als Jungen: Durchschnittlich 3 von 10 Mädchen mit Trisomie 13 erreichen das fünfte und 1 von 10 das zehnte Lebensjahr, während Jungen in der Regel die ersten fünf Jahre nach der Geburt nicht überleben. Die häufigsten Todesursachen sind Herzversagen, Herzkreislaufversagen, Atemstillstand und Lungenentzündung.
Bei Kindern mit Mosaik-Trisomie 13 sind abhängig vom Anteil der disomen Zellen die Symptome meist weniger stark ausgeprägt und ihre Lebenserwartung wird auch dadurch oftmals positiv beeinflusst.

## Wiederholungswahrscheinlichkeit
Eine Trisomie 13 kann durch nichts herbeigeführt werden und ist nicht ursächlich heilbar. Eine generelle Prophylaxe (Vorbeugung) ist nicht möglich. Durch die Option der (Spät-)Abtreibung aus medizinischer Indikation kann nach der gesicherten vorgeburtlichen Diagnose allenfalls die Lebendgeburt des Kindes verhindert werden. Für eine Frau, die bereits mit einem Kind mit Freier Trisomie 13 schwanger war, liegt die Wahrscheinlichkeit, erneut ein Kind mit Pätau-Syndrom zu bekommen, gering (1 %) über der Wahrscheinlichkeit für ihre entsprechende Altersgruppe. Die geringe Erhöhung ergibt sich insbesondere durch die nicht auszuschließende Möglichkeit eines Mosaiks in den elterlichen Keimzellen.
Ähnliches gilt bei einer Translokations-Trisomie 13, wenn der Chromosomenbefund der Eltern unauffällig ist. Allerdings gibt es hier Hinweise auf eine Altersabhängigkeit. Wird bei einem Elternteil eine balancierte Translokation eines 13. Chromosoms nachgewiesen, liegt die Wahrscheinlichkeit für Kinder mit dem Translokations-Typus des Syndroms theoretisch bei 25 %. Erfahrungswerte liegen aber weit darunter, da bei chromosomaler Inbalance der Fötus häufig schon frühzeitig und oft von der Schwangeren unbemerkt abstirbt. Allerdings beträgt die Wahrscheinlichkeit für eine Trisomie 13 beim Kind 100 %, wenn bei der balancierten Translokation eines Elternteils die beiden Chromosomen 13 eines Paares miteinander verbunden sind (Translokation 13/13). Dies kommt äußerst selten vor.